# جوهي بابار
جوهي بابار (ولدت في 20 يوليو) ممثلة سينمائية وتلفزيونية ومسرحية هندية، بدأت حياتها بالتمثيل من خلال فيلم «أتمنى لو كنت لي» ثم في عام 2005 قامت بعمل فيلم البنجابية «ياران نيل باهران» مع جيمي شيربيل، والذي كان ناجحًا للغاية. ثم قامت زوهي بعمل فيلم من المالايالام مع «موهانلال»، ثم ظهرت في فيلم «فيلم أونيس:حب ... للأبد» مع الممثل سانجاي كابور وريتوبارنا سينغوبتا في عام 2006. وتلاه العمل مع شاروخان التلفزيون ظهرت الدراما الفكاهية في «خار كي بات هاي» في عام 2009.

## نشأتها
ينتسب جوهي بابار إلى عائلة فنية، فهو ابنة راج بابار وممثلة ناديرا بابار

## حياتها الشخصية
ارتبطت جوهي مرتين في حياتها، الأول كان من بيجوي نامبيار، وهو كاتب سيناريو، تزوجته في 27 يونيو 2007. طلق الزوجان في يناير 2009. ثم وقعت في حب الممثل التلفزيوني أنوب سوني، الذي قابلته بينما كان الاثنان يعملان في مسرحية أعدتها والدتها ناديرا بابار. في ذلك الوقت أنوب سوني متزوج من ريتو وكانت والد ابنتيها. في 14 مارس 2011، بعد الانتهاء من طلاقه، تزوجت جوهي وأنوب سوني. رزق الزوجين بطفل في عام 2012.

## روابط خارجية
- جوهي بابار على موقع IMDb (الإنجليزية)